# Разлог
 Тази статия е за града.  За котловината, на която той е кръстен, вижте Разлог (област).  
Разло̀г е град в Югозападна България, област Благоевград, административен център на община Разлог. Разположен е в котловината Разлог, чието име получава на 26 март 1925 година. Преди тази дата градът носи името Мехомия.
По данни на ГРАО към 15 юни 2023 г. в града живеят 12 284 души по настоящ адрес и 12 951 души по постоянен адрес.

## География
Разлог е разположен в центъра на Разложката котловина, между три планини – Рила, Пирин и Родопите. На юг е град Банско, на югоизток – Добринище, а на североизток Белица и Якоруда.
Разложката котловина е оградена от южните дялове на Рила и северните склонове на Пирин, а източна граница е р. Места. Тя е висока междупланинска котловина със средна надморска височина над 800 м. В тектонско отношение котловината представлява грабен, отделен от планините с големи разседни зони.
Територията на общината има изключително разнообразен релеф. Обхваща 37577 ха. от които 21542 ха горски фонд и 7035 ха обработваема земя. Селскостопанският фонд е 14 789 ха, а населените места са 629 ха.

### Климат
Разлог се намира в континентално-средиземноморската климатична област. Характерна особеност на климата е значително по-меката и по-богатата на валежи зима в сравнение с европейско-континенталната област. Градът попада в климатичния район на долината на р. Места и зимата е относително по-студена и лятото по-хладно.

Средната годишна температура на въздуха е 9 °C, най-студеният месец е януари (-1,9 °C), а най-топлият – юли (18,9 °C).
| Климатични данни за град Разлог    | Климатични данни за град Разлог | Климатични данни за град Разлог | Климатични данни за град Разлог | Климатични данни за град Разлог | Климатични данни за град Разлог | Климатични данни за град Разлог | Климатични данни за град Разлог | Климатични данни за град Разлог | Климатични данни за град Разлог | Климатични данни за град Разлог | Климатични данни за град Разлог | Климатични данни за град Разлог | Климатични данни за град Разлог |
| Месеци                             | яну.                            | фев.                            | март                            | апр.                            | май                             | юни                             | юли                             | авг.                            | сеп.                            | окт.                            | ное.                            | дек.                            | Годишно                         |
| Средни максимални температури (°C) | 2,2                             | 4,7                             | 8,7                             | 14,8                            | 19,7                            | 23,1                            | 25,5                            | 22,5                            | 22,6                            | 16,5                            | 10,0                            | 4,7                             | 14,9                            |
| Средни температури (°C)            | −1,9                            | 0,0                             | 3,4                             | 8,7                             | 13,3                            | 16,8                            | 18,9                            | 18,7                            | 14,7                            | 9,9                             | 5,2                             | 0,3                             | 9,00                            |
| Средни минимални температури (°C)  | −6,1                            | −4,4                            | −1,4                            | 2,9                             | 7,6                             | 7,5                             | 12,0                            | 8,7                             | 9,0                             | 4,6                             | 1,2                             | −3,9                            | 3,6                             |
| Средни месечни валежи (mm)         | 71                              | 59                              | 52                              | 56                              | 65                              | 57                              | 42                              | 31                              | 37                              | 65                              | 79                              | 80                              | 694                             |
| ---------------------------------- | ------------------------------- | ------------------------------- | ------------------------------- | ------------------------------- | ------------------------------- | ------------------------------- | ------------------------------- | ------------------------------- | ------------------------------- | ------------------------------- | ------------------------------- | ------------------------------- | ------------------------------- |
| Източник:                          |                                 |                                 |                                 |                                 |                                 |                                 |                                 |                                 |                                 |                                 |                                 |                                 |                                 |

## История
На 7 km от днешния град, в местността Бетоловото са открити останки от църква от V век. Следи от друга раннохристиянска църква от V-VI век се намират в местността „Катарино“, като в близост до нея има и останки от по-ранно езическо светилище.
За първи път името Разлог се споменава в писмените извори през 1019 година в дарствена грамота на византийския император Василий II Българоубиец, като част от Велбъждката епископия.
Етимологията на името Мехомия е неясна, като то вероятно е тракийско. Народната етимология го свързва с мех, тъй като с мехове са пренасяли добивания в Мехомия катран.
В XIX век Мехомия е смесено християнско-мюсюлманско селище в Неврокопска каза на Османската империя.
През Възраждането в селището функционира метох на Рилския манастир. Таксидиоти тук са Харалампи и Йоасаф. Поклонници от Мехомия почти всяка година даряват манастира с парични суми. Само през 1837 година от тях постъпват 9853 гроша милостиня. От Мехомия манастирът се снабдява със стафиди, риба и други.
В „Етнография на вилаетите Адрианопол, Монастир и Салоника“, издадена в Константинопол в 1878 година и отразяваща статистиката на населението от 1873 година, Мехомия (Méhomia) е посочено като селище с 405 домакинства, 650 жители българи и 450 жители помаци.
В 1891 година Георги Стрезов пише за града:
| „ | Мехомия, паланка на СЗ от Неврокоп 10 часа. Разположена на всичкото Разложко равнище, по двата бряга на река, приток на Места. Здания бележити няма; къщите са повечето дървени и двуетажни. По изгледа и местоположението си Мехомия отстъпя на Банско. Земя песъчлива, която най-много изкарва ръж и царевица. Има всякакви занаятчии; в неделя става пазар, главен за цял Разлог и доста многолюден. Църква българска и едноетажно старо училище с 3 учителя и 180 ученика. 700 къщи, повече български и по-малко помашки. | “ |

Към края на XIX Мехомия е вече център на отделна каза в рамките на Серския санджак. Съгласно статистиката на Васил Кънчов („Македония. Етнография и статистика“) към 1900 година е смесено българо-християнско и българо-мохамеданско селище. В него живеят 3200 българи-християни, 1460 българи-мохамедани, 80 турци, 30 власи и 200 цигани.
През 1896 година Гоце Делчев основава комитет на ВМОРО в Разлог. По време на Илинденско-Преображенското въстание на 14 септември 1903 година група четници навлизат в града и започват въстанически действия, съместно с местни дейци. Турската войска и башибозук нападат града и избиват около 45 души и опожаряват около 200 къщи. Част от местните българи бягат в Княжество България. По данни на Неврокопската митрополия през 1907 година в града има 3235 жители българи-християни.
При избухването на Балканската война през 1912 година деветдесет и четири души от града са доброволци в Македоно-одринското опълчение. Мехомия е освободен от османска власт на 11/24 октомври 1912 година от части на Родопския отряд. Местното турско население се изтегля с отстъпващата турска войска по долината на река Места.
Деветоюнският преврат от 1923 година сваля първия комунистически кмет на града. През Септемврийското въстание на 23 септември същата година казармата в Мехомия е превзета от метежниците, като загива само един фелдфебел. След потушаването на въстанието много от въстаниците напускат града. От ръководителите остава само Костадин Патоков, който след атентата през април 1925 година е заловен заедно с учителя Иван Крачанов и убит в местността Бельов баир.

## Население
Численост на населението според преброяванията през годините:
| \| Година на преброяване \| Численост \| \| --------------------- \| --------- \| \| 1934 \| 6003 \| \| 1946 \| 6912 \| \| 1956 \| 8611 \| \| 1965 \| 10 459 \| \| 1975 \| 13 672 \| \| 1985 \| 13 907 \| \| 1992 \| 13 422 \| \| 2001 \| 12 738 \| \| 2011 \| 11 960 \| \| 2021 \| 11 210 \| |           |
| Година на преброяване | Численост |
| 1934 | 6003      |
| 1946 | 6912      |
| 1956 | 8611      |
| 1965 | 10 459    |
| 1975 | 13 672    |
| 1985 | 13 907    |
| 1992 | 13 422    |
| 2001 | 12 738    |
| 2011 | 11 960    |
| 2021 | 11 210    |

### Етнически състав
Преброяване на населението през 2011 г.
Численост и дял на етническите групи според преброяването на населението през 2011 г.:
|                     | Численост | Дял (в %) |
| Общо                | 11 360    | 100       |
| Българи             | 10 764    | 94,75     |
| Турци               | 5         | 0,04      |
| Цигани              | 488       | 4,3       |
| Други               | 39        | 0,4       |
| Не се самоопределят | 64        | 0,56      |

### Население по възраст
Население по възраст според преброяванията на населението през годините (в %):
|      | 0 – 14 г. | 15 – 64 г. | над 65 г. |
| 2011 | 13.95%    | 68.94%     | 17.11%    |

## Религии
В Разлог се намира една от най-големите православни църкви в област Благоевград – „Свето Благовещение“, както и няколко по-малки църкви.
В края на ХІХ и началото на ХХ век се подема инициативата за построяване на нова църква в град Мехомия. Дори през 1911 г. в още неосвободения от турско господство град се започва строителството на църква „Св. св. Кирил и Методий“, но строежът остава само в основите. Отново започва това начинание през 1924 г., но вече на друго място по политически и градоустройствени причини. Храмът е издигнат и осветен през 1939 г. от митрополит Борис Неврокопски. Сменено е името на новата църква на „Свето Благовещение Богородично“, според местно предание – по настояването на заможен разложанин на име дядо Благо. Цялостното ѝ изографисване приключва едва в края на 90-те години. Църквата е построена по образец на варненската катедрала „Успение Богородично“ и е един от най-представителните храмове в Пиринския край.
На около 3 km южно от Разлог се намира средновековната църква „Света Троица“.
В града съществува конгрешанска църковна община, част от Съюза на евангелските съборни църкви.

## Икономика
Основни промишлени предприятия:
- производство на магнитни глави и радари
- мебелна промишленост
- млекопреработвателна промишленост
- месопреработвателна промишленост
- строителство
- транспорт
- ресторанти, заведения за бързо хранене

## Обществени институции
В град Разлог има районна прокуратура, районен съд, районно полицейско управление, общинска болница и спешен медицински център – за четирите общини Разлог, Банско, Белица и Якоруда. В града има драматичен състав при Образцово народно читалище „15 септември 1903 г.“, както и музей Парапунова къща.

## Редовни събития
Едно от събитията, с които Разлог е известен, е новогодишният карнавал, познат като „Старчевата“. В него участва целият град със свои представители от всяка махала. Участниците със своето поведение и костюми иронизират известни български личности. Карнавалът представлява своеобразно състезание и в неговия край има символично награждаване за най-остроумни смешки и костюми.
Шествието обикаля целия град и постоянно се вие дълго хоро. На карнавала могат да бъдат видени характерните за района кукери или чауши (старци). Костюмът на чаушите се подготвя дълго време и е изработен от кози кожи, на лицето се поставя страшна маска и висока около 1 m конусовидна шапка, на кръста се поставят тежки звънци. През целия месец декември и на самия карнавал на 1 януари те ритуално обикалят из града за здраве и прогонване на злите сили.
Местните момичета се обличат като моми, а момчета като ергени (ерджени), а понякога обратно.

## Личности
В XIX и началото на XX век градчето е традиционният център на Разложката котловина. От Мехомия са революционерите дейци на ВМОРО Петър Лачинов, Владимир Каназирев и Владислав Каназирев от големия род Каназиреви, както и драмският войвода Мирчо Кипрев. От Мехомия е видният род Даскалови, взел дейно участие в Българското възраждане в Разложко, като сред видните му представители са Филотей Самоковски, Михаил Манзурски, Иван Попмихайлов, Славчо Даскалов и други. Капитан Иван Стойчев от Мехомия е виден деец на ВМОК. Разлог е родно място на видния комунистически партизанин Никола Парапунов.

## Туризъм
От Разлог туристите могат да посетят всяка от трите планини – Пирин, Рила и Родопите, като в Пирин, на около 14 km, се намира разложката хижа „П. К. Яворов“. През града минава теснолинейката, която свързва град Септември с градчето Добринище.

## Кухня
Едно от типично разложките ястия е капама (много готвена покрай новогодишните празници) със свинско, телешко, пилешко, суджук, кисело зеле, червено цвекло (чекане), ориз, червено вино, различни подправки. Друго местно ястие е шуплата – тестено ястие със сирене, наподобяващо катма.

## Спорт
„ВК Пирин Разлог“ е един от най-добрите отбори в България и редовен медалист от националното първенство по волейбол. Отборът ползва зала „Септември“ в центъра на града. ПФК ПИРИН 2002 е участник в единната Б професионална лига на България и играе своите домакински мачове на стадион „Септември“ с капацитет 7 000 седящи места. До сезон 2013/2014 година отборът се казва „Пирин Балканстрой“, но тъй като генералният спонсор Балканстрой се оттегля от отбора, волейболният тим се казва само ВК Пирин.

## Други
На Разлог е наречена улица в квартал „Орландовци“ в София (Карта).